# Tarentelle per a flauta, clarinet i orquestra
La Tarantelle per a flauta, clarinet i orquestra en la menor, op. 6, va ser composta per Camille Saint-Saëns l'any 1857 quan era organista de l'església de la Madeleine de París i un dels músics més reconeguts de la ciutat. Posteriorment, se’n va fer una versió per a flauta, clarinet i piano. Es tracta d'una obra ràpida i virtuosa que l'autor va escriure després d'un viatge a Itàlia.